# Eupithecia sectilinea
Eupithecia sectilinea là một loài bướm đêm trong họ Geometridae.